# Sao chổi Encke
Sao chổi Encke /ˈɛŋki/ (tên định danh chính thức: 2P/Encke) là một sao chổi định kỳ với thời gian hoàn thành một quỹ đạo xung quanh Mặt Trời là 3,3 năm. (Đây là chu kỳ ngắn nhất của sao chổi có độ sáng tương đối, sao chổi vành đai chính 311P/PanSTARRS có chu kỳ chỉ 3,2 năm.) Encke lần đầu tiên được Pierre Méchain ghi nhận vào ngày 17 tháng 1 năm 1786, nhưng nó không được công nhận là sao chổi định kỳ cho đến năm 1819 khi quỹ đạo của nó được Johann Franz Encke tính toán. Giống như sao chổi Halley, nó không bình thường khi được đặt tên theo người đã tính ra quỹ đạo của nó chứ không phải là người khám phá ra nó. Giống như hầu hết các sao chổi, nó có một mức suất phản chiếu rất thấp, chỉ phản xạ 4,6% ánh sáng mà nó nhận được. Đường kính hạt nhân của sao chổi Encke là 4,8 km.

## Khám phá
Như tên định danh chính thức của nó ngụ ý, sao chổi của Encke là sao chổi định kỳ đầu tiên được phát hiện sau sao chổi Halley (tên được định danh là 1P/Halley). Nó được một số nhà thiên văn quan sát độc lập, với người thứ hai là Caroline Herschel vào năm 1795 và người thứ ba là Jean-Louis Pons năm 1818. Quỹ đạo của nó được Johann Franz Encke tính toán. Encke thông qua tính toán khá mất thời gian, đã có thể liên kết các quan sát sao chổi năm 1786 (được định danh 2P/1786 B1), 1795 (2P/1795 V1), 1805 (2P/1805 U1) và 1818 (2P/1818 W1) cho cùng một sao chổi. Năm 1819, ông xuất bản các kết luận của mình trên tạp chí Correspondance astronomique và dự đoán chính xác sự trở lại của nó vào năm 1822 (2P/1822 L1). Dự đoán này đã được Carl Ludwig Christian Rümker tại Đài thiên văn Parramatta xác nhận vào ngày 2 tháng 6 năm 1822.

## Quỹ đạo
Sao chổi này nằm trong quỹ đạo không ổn định phát triển theo thời gian do nhiễu loạn và bị thoát khí. Với độ nghiêng quỹ đạo thấp gần với hoàng đạo của Encke và chu kỳ quỹ đạo ngắn trong 3 năm, quỹ đạo của Encke thường xuyên bị các hành tinh bên trong hệ Mặt Trời làm nhiễu loạn.
Quỹ đạo của Encke đạt gần 0,17309 AU (25,9 triệu km) đến Trái Đất (khoảng cách giao nhau quỹ đạo tối thiểu). Vào ngày 4 tháng 7 năm 1997, Encke đã cách Trái Đất chỉ 0,19 AU và vào ngày 29 tháng 6 năm 2172, nó sẽ tiếp cận Trái Đất với khoảng cách gần đúng 0,1735 AU. Vào ngày 18 tháng 11 năm 2013, nó đã đi sát sao Thủy với khoảng cách 0,02496 AU. Các lần tiếp cận gần Trái Đất của sao chổi này thường xảy ra sau mỗi 33 năm.

## Quan sát
Vào ngày 20 tháng 4 năm 2007, STEREO-A quan sát thấy đuôi sao chổi Encke tạm thời bị xé rách do nhiễu loạn từ trường gây ra bởi sự phóng đại khối lượng (một vụ nổ bão mặt trời). Đuôi sau đó được tạo trở lại do sự phát tán liên tục của bụi và khí của sao chổi.
Nhiệm vụ CONTOUR đã được đưa ra để nghiên cứu sao chổi này và thất bại, tương tự cũng có Schwassmann–Wachmann 3.